# Bad Schwalbach (stacja kolejowa)
Bad Schwalbach (niem: Bahnhof Bad Schwalbach) – stacja kolejowa w Bad Schwalbach, w kraju związkowym Hesja, w Niemczech. Centrum miasta wraz ze spa znajduje się około półtora kilometra stąd. Stacja kolejowa na Aartalbahn jest obiektem zabytkowym.

## Historia
Stacja została otwarta w dniu 15 listopada 1889 jako Langenschwalbach na Aartalbahn. Pierwsze pociągi prowadził tylko do Wiesbaden Rheinbahnhof, zanim został zastąpiony w 1906 roku przez Wiesbaden Hauptbahnhof. W czasie epoki wilhelmińskiej kolej, umożliwiła połączenie między "światowym miastem spa" Wiesbaden z Langenschwalbach. W dniu 1 maja 1894 został otwarty ostatni odcinek Aartalbahn z Bad Schwalbach do Zollhaus i od tego momentu mógł być prowadzony ruch pociągów z Wiesbaden do Diez i Limburg an der Lahn. W dniu 25 września 1983 regularny ruch przewozów pasażerskich został zawieszony. 
W 1987 roku, budynki i wyposażenie techniczne i dworzec kolejowy uznano jako zabytek. Nassauische Touristik-Bahn, który od 28 marca 1991 r. obsługiwało trasę Wiesbaden-Dotzheim, zawieszono w maju 1994 r. 
W ramach projektu kolejowego, Wiesbaden 1998-2001 wznowienie przewozów pasażerskich między Wiesbaden i Bad Schwalbach było przedmiotem dyskusji. Obecnie istnieją plany reaktywowania Aartalbahn jako miejska lub regionalna kolej.